# Universitätsbibliothek Regensburg
Die Universitätsbibliothek Regensburg ist eine der größten Bibliotheken unter den Neugründungen der 1960er und 1970er Jahre in Deutschland. Die innovative Planung als einschichtiges Bibliothekssystem und die Verwendung der Regensburger Verbundklassifikation machte sie zum Vorbild vieler Bibliotheksneugründungen in Bayern und darüber hinaus.
Die Universitätsbibliothek ist eine zentrale Einrichtung der Universität Regensburg und wird vom Freistaat Bayern unterhalten. Sie ist öffentlich zugänglich. Mit 3,6 Millionen Medien gehört sie zu den größten Bibliotheken in Bayern.

## Geschichte

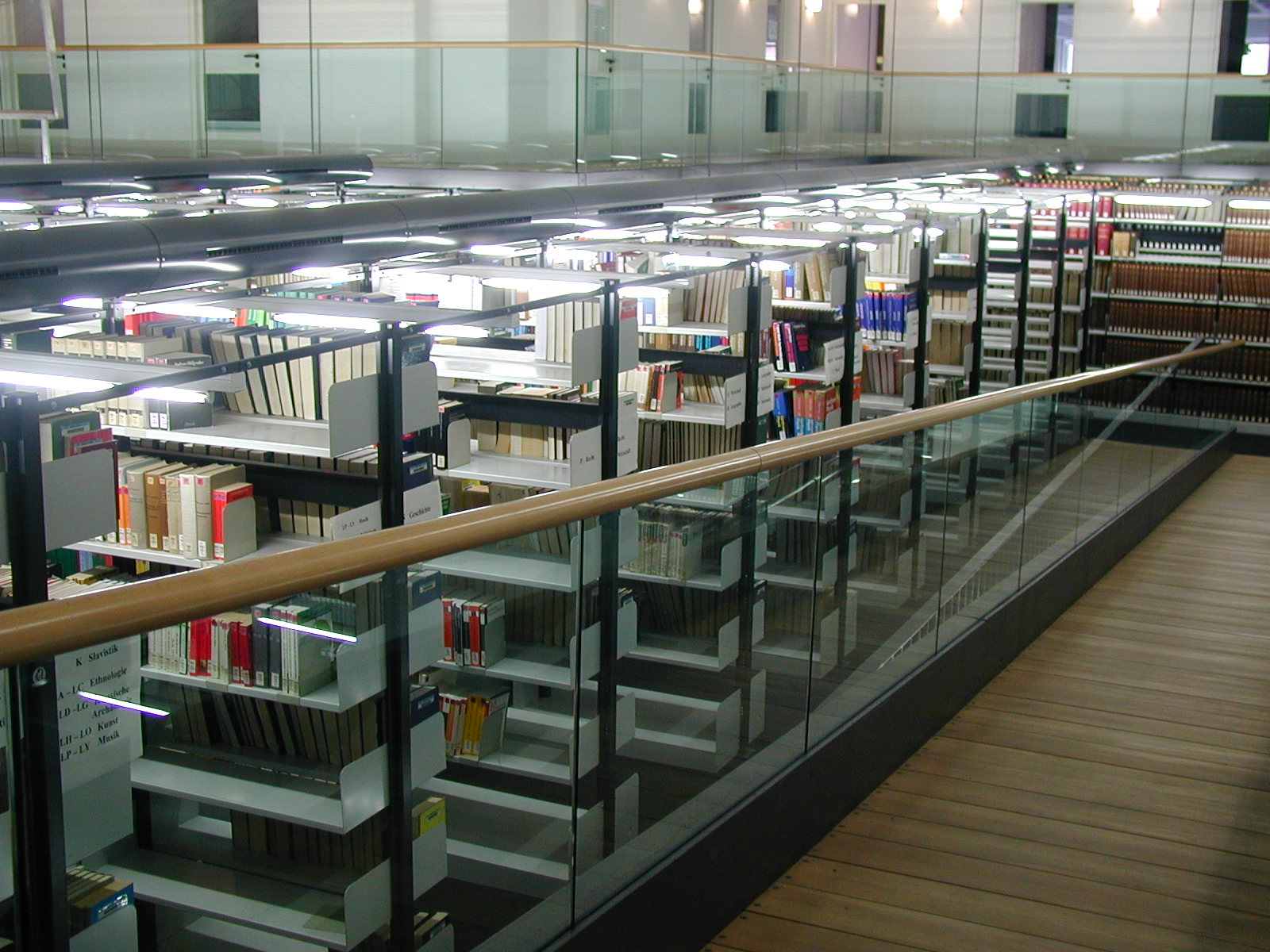
Barrierefreie Rampe zur Lehrbuchsammlung

Die Gründung der Universitätsbibliothek erfolgte 1964, der Baubeginn 1971. Die einzelnen Standorte der Bibliothek waren noch über die gesamte Stadt Regensburg verteilt. Das neuartige Konzept sah keine selbständigen Institutsbibliotheken mehr vor, sondern eine zentrale Beschaffung und Katalogisierung der Bestände. Als wegweisend erwies es sich zudem, die Bücher fachlich zusammengehörig und weitgehend allgemein zugänglich (siehe Freihandaufstellung) aufzustellen. Dazu erarbeitete die Bibliothek eine Aufstellungssystematik, die sogenannte Regensburger Verbundklassifikation. Später fand diese auch deutschlandweite Anwendung. 1,2 Millionen Bände in nur zehn Jahren kennzeichnen den folgenden raschen Bestandsaufbau. Die moderne Informationstechnik hielt 1967 Einzug. Damals wurde der erste mittels EDV erstellte Gesamtkatalog ausgedruckt.
Der erste Verbundkatalog wurde 1976 hergestellt. Der frühe Einsatz der Datenverarbeitung war von großer Bedeutung bei der Erstellung des Bibliothekskataloges. So entwickelte sich nach der Gründung der Universitätsbibliothek Augsburg 1970 der Regensburger Bibliotheksverbund – der erste deutsche Bibliotheksverbund. Dieser wurde bis 1981 in Regensburg betrieben. 1974 schließlich wurden alle Teilbibliotheken auf dem Universitätscampus der Universität Regensburg zusammengefasst.
1994 wurde ein lokaler Online-Katalog (OPAC) in Betrieb genommen. 1996 wurde mit dem Erweiterungsbau der Zentralbibliothek begonnen, der unter anderem ein Kompaktmagazin für 1,3 Millionen Bücher und eine neue Poststelle umfasste. 1997 startete das Projekt der Elektronischen Zeitschriftenbibliothek (EZB). Die Entwicklung und Pflege dieses erfolgreichen Nutzerdienstes für wissenschaftliche Volltext-Zeitschriften liegt bei der Universitätsbibliothek. 1999 konnte ein dringend benötigter Erweiterungsbau des Magazins bezogen werden, in dem ungefähr 1,3 Millionen Bücher Platz finden.
Seit 2001 bietet das MultiMediaZentrum der Universitätsbibliothek vielfältige digitale Dienstleistungen (Buchscanner, Großformatscanner, Dia-Scanner, Audio- und Blindenarbeitsplatz) an. 2002 wurde das kooperative Datenbank-Infosystem (DBIS) in Regensburg ins Leben gerufen. Das ist ein webbasierter Service zur Nutzung wissenschaftlich relevanter Datenbanken für die Literatur- und Informationsrecherche. 2004 wurde das Historische Werbefunkarchiv eingeweiht, eine Sammlung von Werbefunksendungen aus den Jahren 1948 bis 1987. Für die "eEurope Awards for eGovernment" konnte sich die Bibliothek 2005 nominieren. Ein Jahr später war die Universitätsbibliothek ausgezeichneter Ort im Land der Ideen. 2007 erfolgte die Eröffnung einer Leseterrasse in der Zentralbibliothek.
Die 2022 neugegründete Produktfamilie UR Library Services führt unter dem Leitgedanken Qualität durch Kooperation das Datenbank-Infosystem (DBIS), die Elektronischen Zeitschriftenbibliothek (EZB) sowie die Regensburger Verbundklassifikation (RVK) zusammen. 

## Bestand

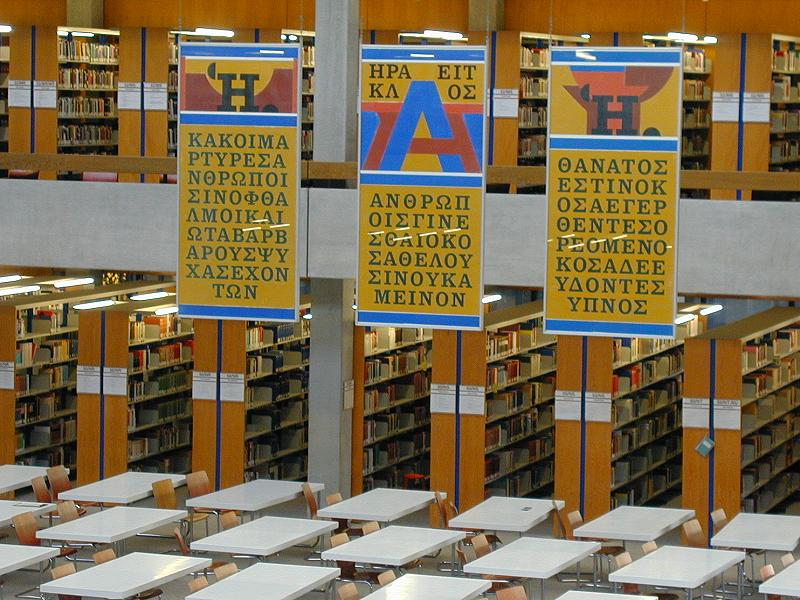
Der Lesesaal „Philosophicum 2“ der Universitätsbibliothek Regensburg

Die Universitätsbibliothek hat ungefähr 3,5 Millionen Bände einschließlich Mikroformen, Karten, audiovisuellen Medien, Videos, CD-ROMs und DVDs. Außerdem befinden sich noch ungefähr 4.400 laufende gedruckte Zeitschriften und Zeitungen im Bestand. Die Bestände sind benutzernah in einer Zentralbibliothek und elf dezentralen Lesesälen in den Fakultätsgebäuden aufgestellt. Dazu kommt ein wachsendes Angebot an elektronischen Zeitschriften und Datenbanken.

### Sonderbestände
Sonderbestände sind: Die Bibliothek der Regensburgischen Botanischen Gesellschaft, die Bibliothek des Naturwissenschaftlichen Vereins Regensburg, das Europäische Dokumentationszentrum der EU, die Regensburger Porträtgalerie (digitalisierte Porträts), Historisches Werbefunk-Archiv, das Hörburger Archiv (Tondokumente zur Musikethnologie und Volksmusik), das Paul-Ernst-Archiv und die Bibliothek der  Michaela-Riese-Stiftung.

## Projekte und bibliografische Arbeiten der Bibliothek

### Laufende Projekte
- Ausbau, Konsolidierung und Optimierung des überregional genutzten Datenbank-Infosystems DBIS (DFG-Projekt)
- Digitale Langzeitverfügbarkeit im Bibliotheksverbund Bayern
- EODOPEN (eBooks-On-Demand-Network Opening Publications for European Netizens)
- Prozessorientierte Diskursanalyse
- Teilprojekt der DFG-Forschungsgruppe HELICAP

### Laufende bibliografische Arbeiten
- Oberpfalzbibliographie (Bestandteil der Bayerischen Bibliographie)
- Regensburger Bibliographie

### Abgeschlossene Projekte (in Auswahl)
- eBooks on Demand
- Bayerische Landesbibliothek Online
- Digitalisierung des Historischen Werbefunkarchivs
- Open Access Publizieren
- Open-Access-Services der Elektronischen Zeitschriftenbibliothek
- Regensburger Portraitgalerie
- Regensburger Verbundklassifikation online

(Quelle:)

## Personal

### Personalstellen
- 168 Vollzeitäquivalente (16.5 Höherer Dienst, 46 Gehobener Dienst, 105.5 Mittlerer und Einfacher Dienst, Stand: 2019)[5]

### Leitung der Bibliothek
- 1964 bis 1989: Max Pauer
- 1990 bis 2008: Friedrich Geißelmann
- 2008 bis 2015: Rafael Ball
- ab 2016: André Schüller-Zwierlein

## Kooperationen
- Ausleihverbund UBR, Staatliche Bibliothek und Hochschulbibliothek
- Kooperation mit der Staatlichen Bibliothek (Kooperationsvertrag)
- Kooperation mit virtuellen Fachbibliotheken über Elektronische Zeitschriftenbibliothek (EZB)
- Kooperation mit Zeitschriftendatenbank (ZDB)
- Partnerbibliothek im EOD-Netzwerk für den Dienst ebooks on Demand
- Regensburger Bibliotheksverbund
- Slowenischer Lesesaal (Gemeinschaftsprojekt zwischen Universität Regensburg [vertreten durch UBR], Republik Slowenien und Institut für Ost- und Südosteuropaforschung)
- Teilnahme an nationalen und internationalen Projekten